# Thierry Mariën
Thierry Mariën, född 2 oktober 1992, är en belgisk basketspelare. 
Mariën deltog vid olympiska sommarspelen 2020 och var en del av Belgiens lag som slutade på fjärde plats i tremannabasket.